# Municipio de Clarksfield
El municipio de Clarksfield (en inglés: Clarksfield Township) es un municipio ubicado en el condado de Huron en el estado estadounidense de Ohio. En el año 2010 tenía una población de 1625 habitantes y una densidad poblacional de 23,65 personas por km².

## Geografía
El municipio de Clarksfield se encuentra ubicado en las coordenadas 41°10′46″N 82°24′2″O / 41.17944, -82.40056. Según la Oficina del Censo de los Estados Unidos, el municipio tiene una superficie total de 68.71 km², de la cual 68,4 km² corresponden a tierra firme y (0,46 %) 0,31 km² es agua.

## Demografía
Según el censo de 2010, había 1625 personas residiendo en el municipio de Clarksfield. La densidad de población era de 23,65 hab./km². De los 1625 habitantes, el municipio de Clarksfield estaba compuesto por el 97,17 % blancos, el 0,62 % eran afroamericanos, el 0,06 % eran amerindios, el 0,06 % eran asiáticos, el 0,25 % eran de otras razas y el 1,85 % eran de una mezcla de razas. Del total de la población el 1,48 % eran hispanos o latinos de cualquier raza.